# Orden de San Antonio (Etiopía)
El Orden de San Antonio fue una orden de caballería apócrifa de Etiopía, fundada según la leyenda por el emperador de Etiopía sobre el año 370 y otorgada exclusivamente a clérigos. 
La orden es mencionada más en fuentes occidentales que etíopes y se especula que podría ser una orden monástica siguiendo a San Antonio el Grande, más que una orden caballeresca al estilo europeo tardomedieval. La confusión podría haberse a reimportado a Etiopía durante los contactos a finales de la Edad Media, donde fue adoptada y supuestamente otorgada por el emperador y el abuna de la Iglesia Tewahedo.
Existen varias referencias a la orden en textos europeos en el periodo moderno temprano, algunos considerándola un fraude mientras otros la consideran una potente orden monástica con miles de miembros y un capítulo "en cada ciudad" del país, afirmación muy inusual en un periodo en el que el conocimiento europeo de Etiopía era inexacto y abundaban leyendas como las del Preste Juan. Muchos textos sobre Etiopía durante este periodo mencionan a la orden. Samuel Purchas en su obra de 1613 Purchas, Su Peregrinaje escribió sobre ella. En 1632, Baltasar Giron, supuestamente un "abisinio" en Roma reclamó ser miembro de la orden hasta ser expuesto como fraude por el académico maronita Abraham Echelensis. No consta si Abraham atacó la existencia de la orden o meramente la supuesta pertenencia de Baltasar. Pedro Páez, en su Historia de Etiopía, afirma que en sus viajes durante el país no encontró a ninguna persona familiar con la Orden y que parece una fábula.
No parece haber mención alguna de la orden hasta que fue nominalmente revivida por la monarquía etíope en el exilio en 1987, y es hoy otorgada por el Consejo de la Corona de Etiopía como condecoración a clérigos y académicos. La orden tiene hoy dos grados diferentes, Caballero Cruz Magnífica, y Compañero.